# 목간나
목간나(木干那, ?~?)는 중국의 역사서인 남제서에서 언급되는 백제의 장군이자, 귀족이다. 대성팔족의 일각인 목씨 출신으로 동성왕대 백제에 북위가 침공해오자 사법명, 찬수류, 해례곤 등과 함께 북위군을 격퇴하고 그 공으로 광위장군(廣威將軍)이라는 관직을 하사받는 동시에 면중후(面中侯)에 봉해졌다.